# Russian Travel Guide
Russian Travel Guide — российский познавательный телеканал, является членом Ассоциации кабельного телевидения России. В эфире документальные фильмы о неизведанных местах, культурном и географическом богатстве России.
Телеканал вещает 24 часа в сутки и транслирует эксклюзивный контент, на русском, английском и турецком языках. Все фильмы, транслируемые на Russian Travel Guide, постоянно обновляются и создаются собственными производственными компаниями.
Отличительной особенностью канала RTG является отсутствие в эфире рекламы (кроме анонсов собственных программ).

## Вещание телеканала

### Кабельное
Более 500 кабельных операторов России и СНГ включили телеканал RTG в свои сети.

### Спутниковое
Спутниковое вещание осуществляется в пакетах спутниковых операторов МТС ТВ, Триколор, Телекарта и НТВ Плюс.
| Спутник                           | Провайдер                                      | Частота, MHz | Поляр. | Тип сигнала | Кодирование         | Скорость потока (SR) | FEC |
| --------------------------------- | ---------------------------------------------- | ------------ | ------ | ----------- | ------------------- | -------------------- | --- |
| Yamal 201 90° в.д.                | Газпром космические системы                    | 3791         | R      | MPEG-2      | Viaccess            | 27500                | 3/4 |
| Intelsat 904 60° в.д.             | Rikor.SmartTV (1-rus, 2-eng)                   | 11635        | V      | MPEG-4      | Conax               | 29700                | 2/3 |
| Eutelsat W7 36° в.д.              | НТВ Плюс                                       | 11977        | R      | MPEG-2      | Viaccess            | 27500                | 3/4 |
| Amos 5 17° в.д.                   | RRSat                                          | 12335        | V      | MPEG-2      | FTA                 | 27500                | 3/4 |
| Horizons-2 85° в.д.               | Орион-Экспресс под торговой маркой «Телекарта» | 11840        | H      | MPEG-4      | Conax               | 28800                | 2/3 |
| Horizons-2 85° в.д.               | Орион-Экспресс под торговой маркой «Телекарта» | 11920        | H      | MPEG-4 HD   | Conax               | 28800                | 2/3 |
| ABS 2A 75°в.д.                    | МТС ТВ                                         | 11860        | V      | MPEG-4      | Irdeto 2 Verimatrix | 45000                | 2/3 |
| Express AT-1 55.8° в.д.           | НТВ Плюс-Восток                                | 12253        | R      | MPEG-4      | Viaccess            | 21500                | 2/3 |
| Eutelsat 9A 9° в.д.               | RRSat                                          | 11881        | V      | MPEG-4      | FTA                 | 27500                | 2/3 |
| Intelsat 10-02 - Thor 5/6 1° з.д. | Slovak Telekom                                 | 12607        | V      | MPEG-4      | Nagravision3        | 26666                | 3/4 |

### OTT
Вещание канала предоставляется следующими операторами связи:
- Wink
- Kion
- Билайн ТВ

## Рубрики
- Активный отдых и развлечения
- История России
- Круизы и экскурсии
- Наука и предприятия
- Кухня народов России
- Люди России
- Мир животных
- Культура народов России
- Охота и рыбалка
- Природа России
- Прогулка по городу
- Религия России
- Этнография России

## Ведущие канала
- Ирина Пудова
- Игорь Вуколов
- Андрей Иванов
- Игорь Максименко
- Евгения Альтфельд
- Диана Пылаева
- Тимофей Зудин
- Людмила Ширяева
- Юрий Песьяков
- Лилия Анисимова
- Леонид Таранов
- Мария Полубояринова
- Александр Уваров
- Максим Коновалов
- Румия Ниязова
- Наталия Крылова
- Надежда Лебедева
- Ирина Петрова
- Станислав Сальников
- Денис Головко

### Бывшие ведущие канала
- Ольга Николаева
- Анна Смирнова
- Янина Студилина
- Александр Малич
- Александр Кузмицкий
- Екатерина Чунькова
- Ольга Дегтярева (Дёмина, ныне Юзечук)

## Награды и премии
- Фильм Russian Travel Guide «Легенды Адыгеи» получил премию имени Юрия Сенкевича как лучший телевизионный сюжет[5].
- Фильм RTG TV о Кремле является официальным фильмом Кремля.
- «Золотой Луч» 2009 — номинация «Лучший познавательный телеканал»[6].
- «Большая Цифра» 2010 — номинация «Документально-познавательный канал»[7].
- «HOT BIRD TV Awards» 2010 — Russian Travel Guide признан лучшим российским телеканалом[8].
- «Золотой Луч» 2010 — номинация «Лучший познавательный телеканал».
- 23 декабря 2010 года телеканал Russian Travel Guide получил Национальную Премию «Большая цифра», а также национальные медали «За заслуги по развитию туризма в России»[9].
- Фильм телеканала Russian Travel Guide удостоился международной премии AIBs! »[10].
- На фестивале туристического кино «Китоврас» 27-29 октября 2011 года фильм телеканала Russian Travel Guide TV «Царское село. Екатерининский дворец» получил приз в номинации «Культурно познавательный туризм»[11].
- 6 сентября 2011 года фильм телеканала Russian Travel Guide TV «Царское село. Екатерининский дворец» на всероссийском фестивале туристического кино «Свидание с Россией» получил приз в номинации «Святыни России»[12].
- 9 ноября 2011 года фильм телеканала Russian Travel Guide TV «Вулканы Камчатки» удостоился международной премии AIBs![13].
- 28 сентября 2012 фильм Международного познавательного телеканала Russian Travel Guide TV «Нетронутое сердце Урала» получил высшую награду на Фестивале туристских фильмов «Китоврас – 2012»![14].
- 18 октября в Каннах(Франция), на церемонии «Cannes corporate media and TV award 2012» фильм «Санкт-Петербург. Прогулка по городу белых ночей», международного познавательного телеканала RUSSIAN TRAVEL GUIDE TV, получил награду в номинации «Лучший документальный фильм о путешествиях и туризме»[15].
- 22 сентября 2012 телеканал Russian Travel Guide TV получил гран-при на III Международном фестивале туристского кино «Свидание с Россией»[16].
- 7 ноября 2012 года документальный фильм телеканала Russian Travel Guide TV «Нетронутое сердце Урала» удостоился награды Ассоциации международного вещания (The Association for International Broadcasting)[17].